# Aframon rajské zrno
Aframon rajské zrno (Aframomum melegueta), česky též aframom melegueta, je rostlina z čeledi zázvorníkovitých. Semena se používají jako koření a jsou známá pod jmény pepř malaguinejský, guinejská zrnka či guinejský kardamom. Mají štiplavou chuť podobnou černému pepři s náznaky citrusů.
Aframon rajské zrno je vytrvalá rostlina, která roste podél západního pobřeží Afriky. Dosahuje výšky asi 1,5 metru. Listy mají délku asi 35 cm a šířku asi 15 cm, jsou výrazně žilkované. Květy jsou trubkovité, zygomorfní, vyvíjejí se z nich asi 5 až 7 cm dlouhé lusky, které obsahují množství malých červenohnědých semen. Jejich štiplavá chuť je způsobena obsahem aromatických ketonů, jako je (6)-paradol. Naopak silice, které dávají chuť blízce příbuznému kardamomu, se vyskytují pouze ve stopovém množství.
Semena jsou běžně využívána v kuchyni západní a severní Afriky, jinak se zřídkakdy používají. Do Evropy se semena dostala ze severní Afriky a během středověku tvořila náhradu za černý pepř, protože byla levnější. Během portugalské koloniální expanze v 15. století dosáhl Joao Alfonso de Averiro Beninu a do Lisabonu odtud přivezl „guinejský pepř“. Od té doby se s kořením poprvé masivně obchodovalo po moři, ale v dlouhodobém horizontu začala jeho popularita upadat kvůli otevření obchodních cest s Indií, díky čemuž bylo možné dovážet do Evropy skutečný pepř.

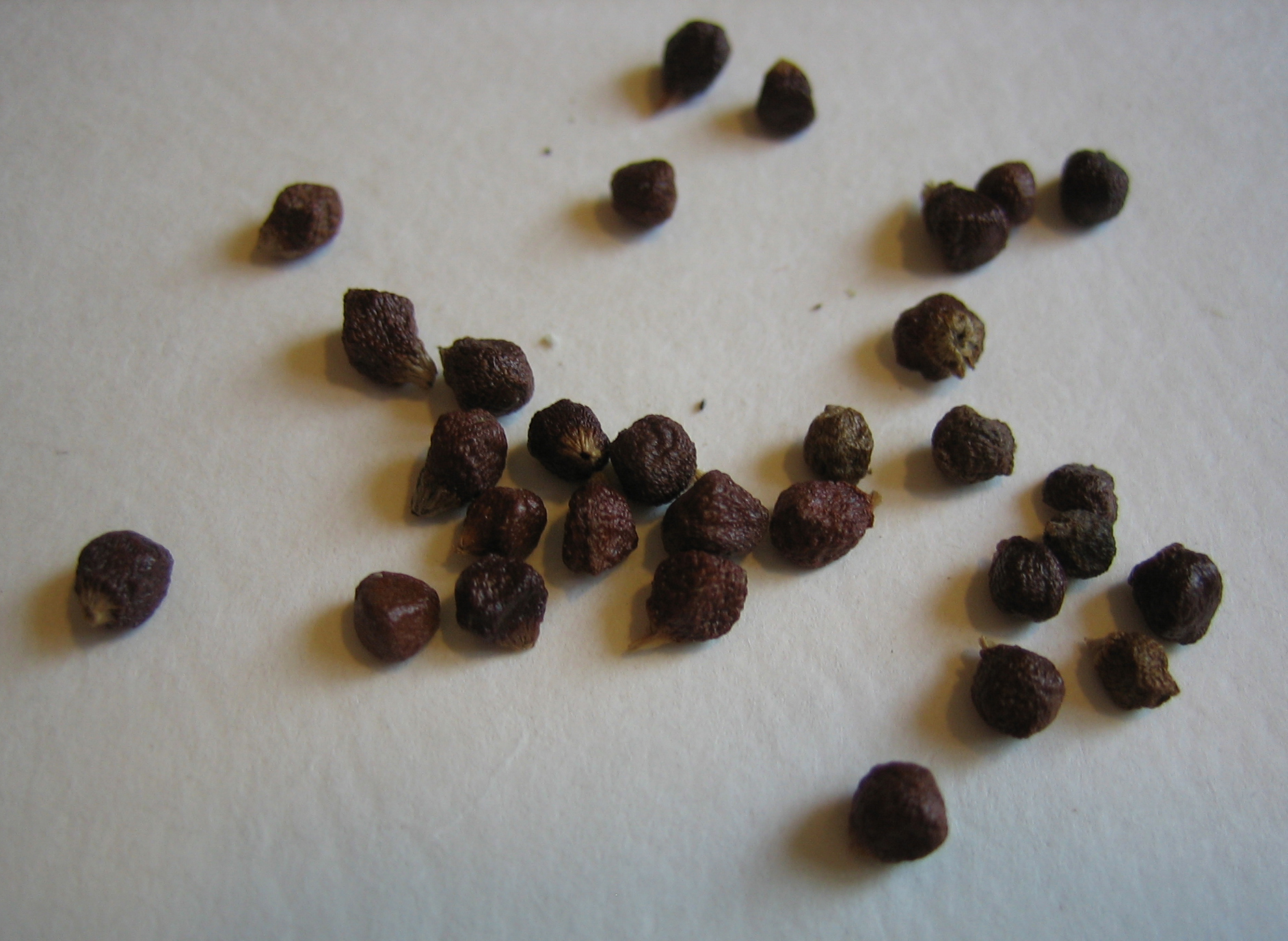
Semena aframomu